# Astragalus canadensis
Астрагал канадський (Astragalus canadensis) — вид рослини родини бобові.

## Назва
В англійській мові має назву «канадська молочна вика» (англ. Canadian milkvetch).

## Будова
Має багато стебел, що червоніють, якщо рослина зростає на сонці. Складні листки мають по 13-20 листочків. Кремові квіти розміром до 2 см, що схожі на квіти гороху, з'являються влітку. Суцвіття досягає 15 см та несе 30-70 квіток. Коли рослина цвіте — її легко ідентифікувати, проте без квітів вона схожа на інші види. Плід — стручок, що містить 10 насінин. Важливе джерело харчування для птахів, оскільки насіння зберігається на рослині взимку.

## Поширення та середовище існування
Зростає у східній Північній Америці.

## Практичне використання
Індіанці чорноногі та лакота використовували коріння для медичних цілей.

## Галерея

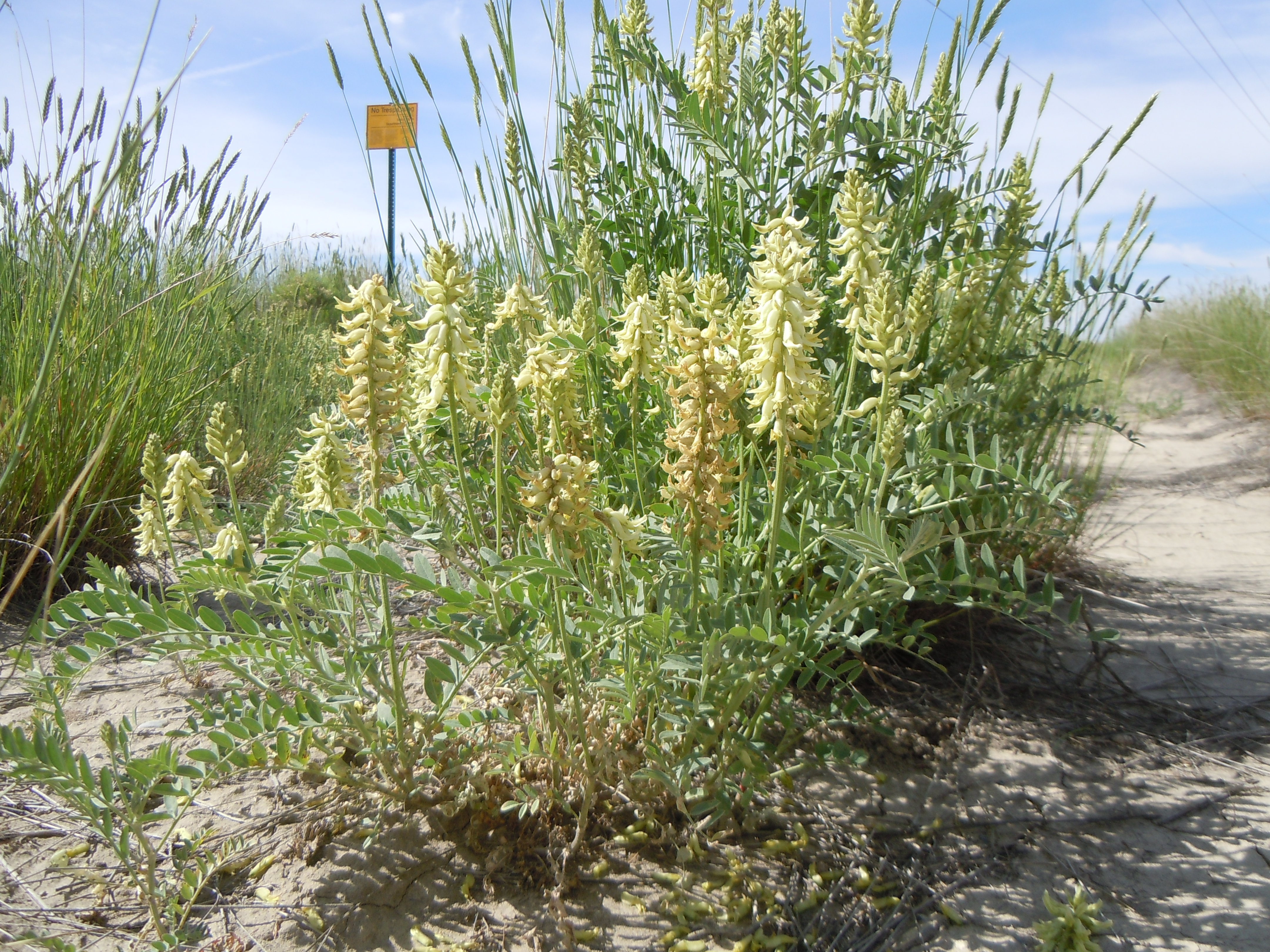
Зовнішній вид рослини
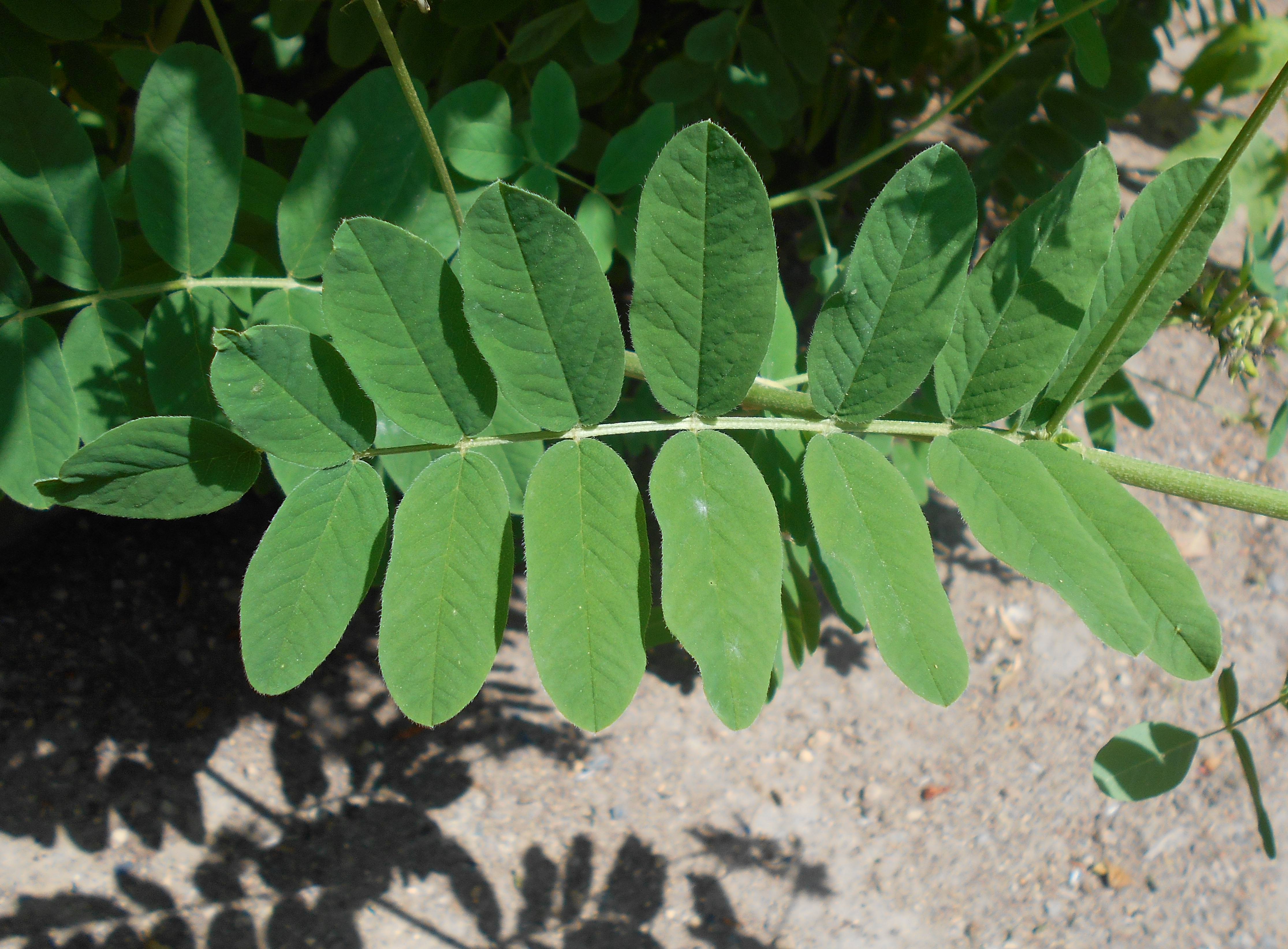
Листя
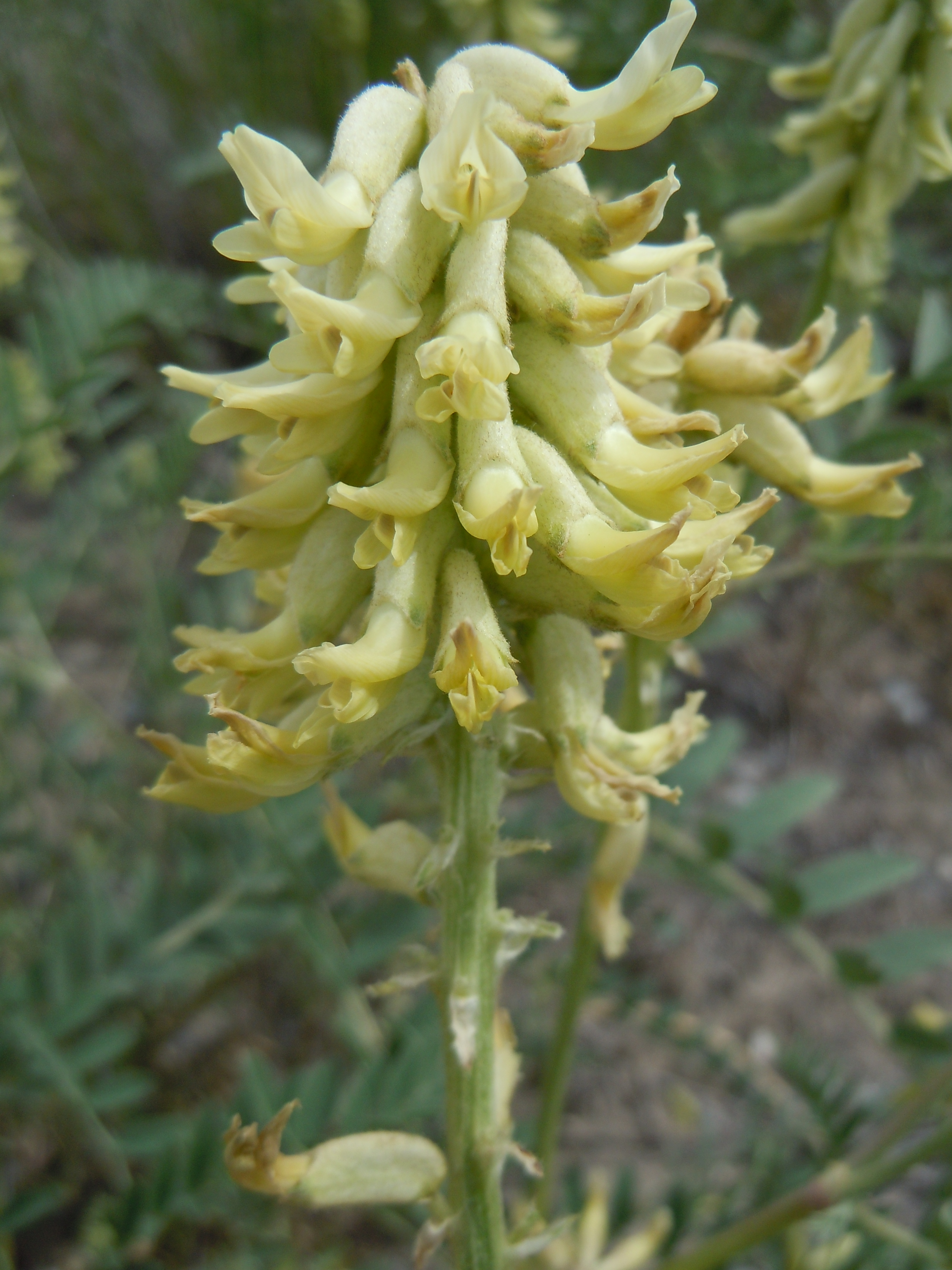
Суцвіття